# Harlinger Mixed Hockey Club
Harlinger MHC is een Nederlandse hockeyclub uit de Friese plaats Harlingen.
De club werd opgericht op 21 november 1968 en speelt op Sportpark Balkland. Zowel het eerste dames- als herenteam komt in het seizoen 2021/2022 uit in de Vierde klasse van de KNHB.